# Campeonato Mundial de Esgrima de 1935
O Campeonato Mundial de Esgrima de 1935 foi a 13ª edição do torneio organizado pela Federação Internacional de Esgrima (FIE) de forma não oficial. O evento foi realizado em Lausana, Suíça.

## Resultados
Masculino
| Evento                 | Ouro | Prata | Bronze                                                                                          |
| Espada individual      | Suécia · Hans Drakenberg                                                                                   | França · Paul Deydier                                                                                                  | Itália Saverio Ragno                                                                            |
| Espada por equipe      | França · Georges Buchard · Philippe Cattiau · Marcel Desprets · Paul Deydier · Michel Pécheux              | Suécia · Gustav Almgren · Hans Drakenberg · Gustaf Dyrssen · Carl Gripenstedt · Bertil Uggla · Carl Johan Wachtmeister | Alemanha · Eugen Geiwitz · Heinz Heigl · Siegfried Lerdon · Stefan Rosenbauer                   |
| Florete individual 1.) | França · Edward Gardère França · René Lemoine Itália · Giorgio Bocchino Itália · Gustavo Marzi             | - | -                                                                                               |
| Florete por equipe     | Itália Giorgio Bocchino Giulio Gaudini Gustavo Marzi Giuliano Nostini Ugo Purcaro Ciro Verratti            | França · René Bondoux · René Bougnol · André Gardère · Edward Gardère · René Lemoine                                   | Hungria · Béla Bay · Pál Dunay · Aladár Gerevich · János Hajdú · Ferenc Idranyi · Lajos Maszlay |
| Sabre individual       | Hungria · Aladár Gerevich                                                                                  | Hungria · Imre Rajczy                                                                                                  | Hungria · László Rajcsányi                                                                      |
| Sabre por equipe       | Hungria · Tibor Berczelly · Aladár Gerevich · Endre Kabos · Lajos Maszlay · László Rajcsányi · Imre Rajczy | Itália Giulio Gaudini Gustavo Marzi Aldo Masciotta Aldo Montano Vincenzo Pinton Emilio Salafia                         | Alemanha · Julius Eisenecker · Hans Esser · August Heim · Heinrich Moos · Richard Wahl          |

1.) Os juízes da competição declararam os quatro semifinalistas empatados em primeiro lugar.
Feminino
| Evento             | Ouro                                                                                | Prata                                                                                               | Bronze                                                           |
| Florete individual | Hungria · Ilona Elek                                                                | Áustria · Ellen Preis                                                                               | Bélgica · Jenny Addams                                           |
| Florete por equipe | Hungria · Erna Bogáti · Ilona Elek · Margit Elek · Györgyné Rozgonyi · Ilona Vargha | Áustria · Elisabeth Grasser · Hilde Misof · Ellen Preis · Frieda von Gregurich · Friedrieke Wenisch | Alemanha · Hedwig Haß · Henni Jüngst · Olga Oelkers · Leni Oslob |

## Quadro de medalhas
País sede
| Ordem | País     | Medalha de ouro | Medalha de prata | Medalha de bronze |    |
| ----- | -------- | --------------- | ---------------- | ----------------- | -- |
| 1     | Hungria  | 4               | 1                | 2                 | 7  |
| 2     | França   | 3               | 2                |                   | 5  |
| 3     | Itália   | 3               | 1                | 1                 | 5  |
| 4     | Suécia   | 1               | 1                |                   | 2  |
|       | Áustria  |                 | 2                |                   | 2  |
| 6     | Alemanha |                 |                  | 3                 | 3  |
| 7     | Bélgica  |                 |                  | 1                 | 1  |
| TOTAL | TOTAL    | 11              | 7                | 7                 | 25 |